# Biserica de lemn din Homojdia

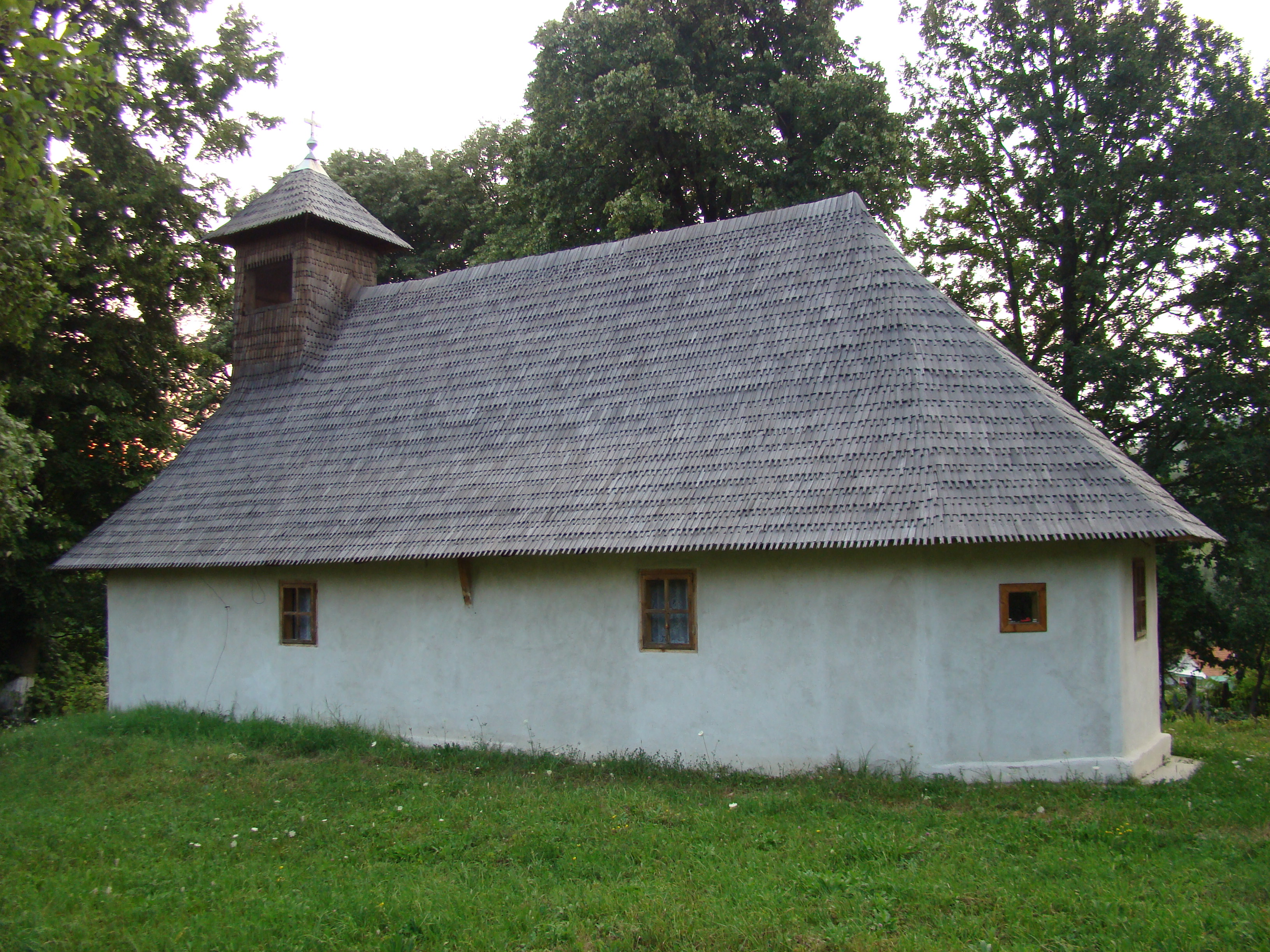
Biserica de lemn „Adormirea Maicii Domnului” din Homojdia, comuna Curtea, județul Timiș, foto: august 2009.

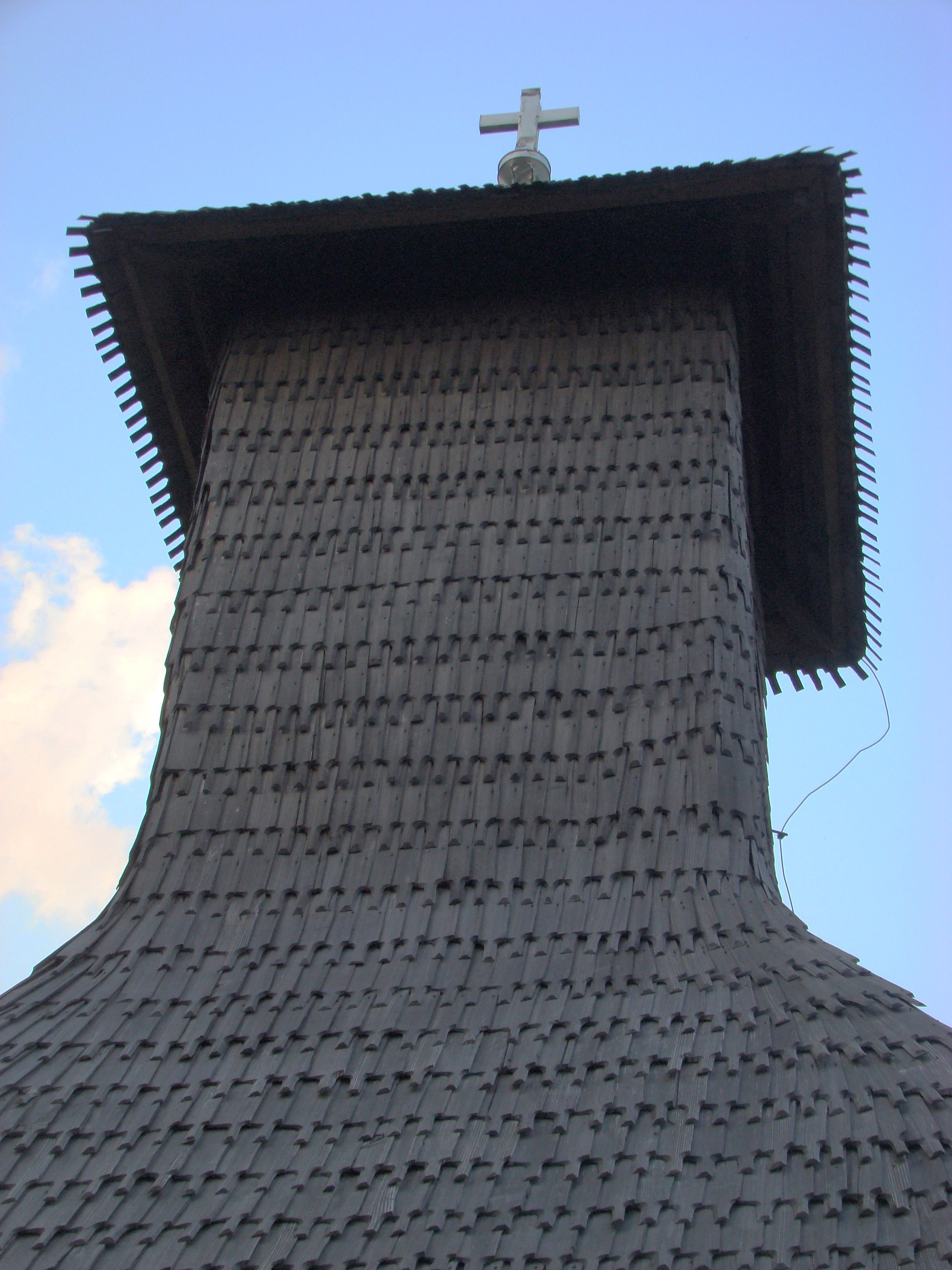
Turnul

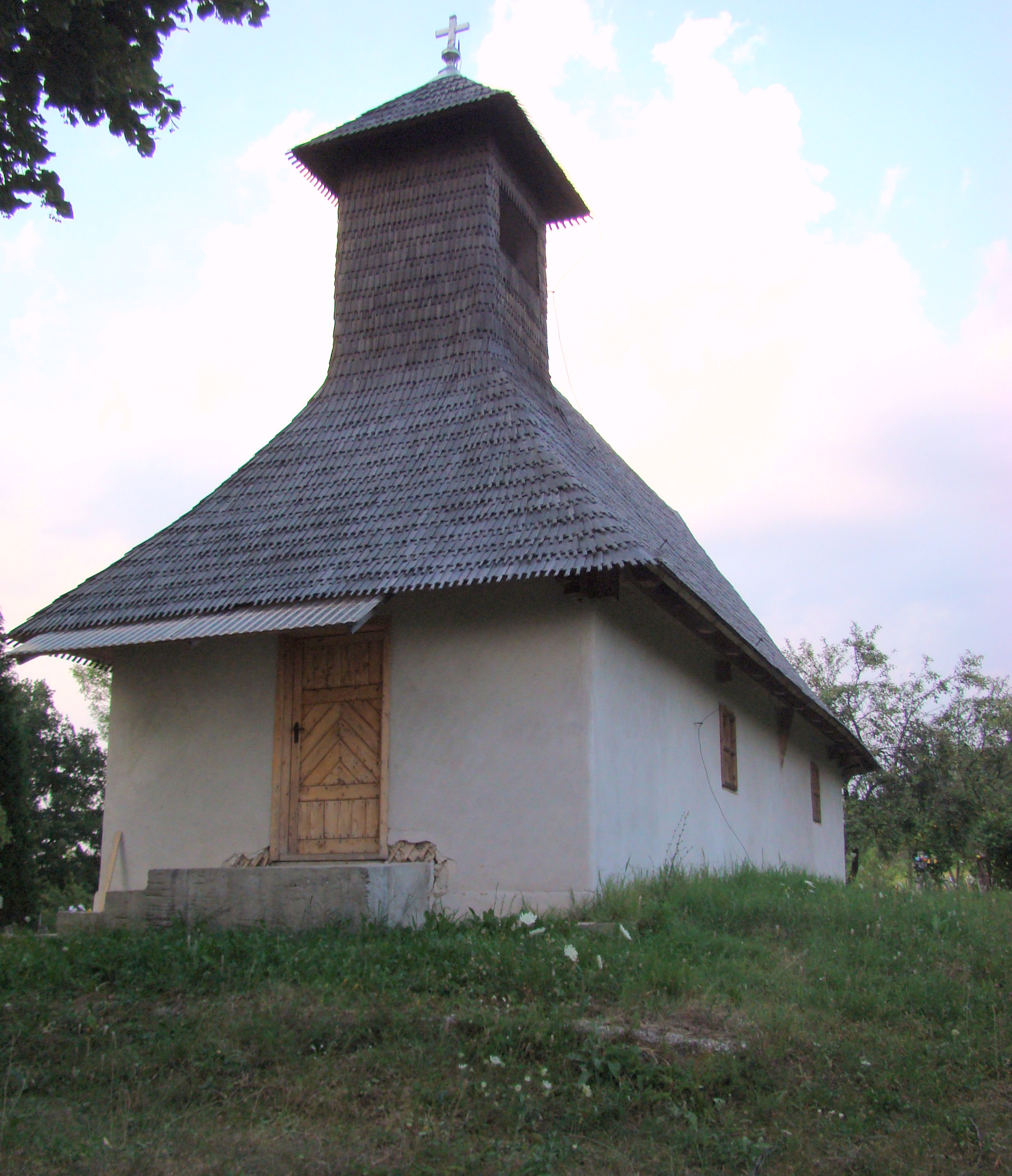
Biserica (sud-est)

Biserica de lemn din Homojdia, comuna Curtea, județul Timiș a fost construită între 1782-1804. Biserica are hramul „Adormirea Maicii Domnului” și se află pe noua listă a monumentelor istorice sub cod LMI TM-II-m-B-06240.

## Istoric și trăsături
Satul Homojdia se găsește la circa 15 km spre răsărit de Făget și a fost atestat la 1514 - 1516, ca făcând parte din domeniul cetății Șoimoș, aflat la acea dată în posesia contelui George de Brandemburg. La 6 decemrbie 1599, un act emanat din cancelaria lui Mihai Viteazul de la Alba Iulia confirmă lui Paul Kereszteszi, sub titlul de nouă donație, moșiile Homojdia și Românești, ce țineau de Târgul Margina din comitatul Timiș. Conscripția austriacă din 1717 o menționează doar cu 6 case, iar pe harta Mercy din 1723 - 1725 apare ca făcând parte din districtul Făget.
Biserica de lemn cu hramul „Adormirea Maicii Domnului", se găsește în momentul de față într-o avansată stare de degradare. Pereții exteriori sunt acoperiți cu pământ, dar planimetric se înscrie tipului I.
Miloia ne informează că lăcașul a mai suportat o reparație capitală în 1922, prilej cu care se pare că și-a pierdut podoaba pictată. Nu știm pe ce surse documentare s-a bazat Lotreanu în 1935, atunci când afirmă că biserica din Homojdia s-a edificat la 1782, dată preluată și de Stoicescu în 1973.
O veche fotografie, transmisă tot de Miloia în 1931, arată lăcașul într-o stare bună,. având turnul de pe pronaos încoronat cu un bulb de factură barocă. La monumentul actual acest detaliu lipsește, turnul simplu, prismatic, îmbrăcat cu obișnuita așterneală din scânduri de brad. este protejat cu un mic acoperiș conic, învelit cu șindrilă, așa cum este și învelitoarea acoperișului bisericii. Originale par a fi doar cele două ferestre ale absidei; celelalte patru, practicate în pereții de nord și de sud ai naosului, par a fi opera unei restaurări, posibil a celei din 1922.

## Imagini din exterior

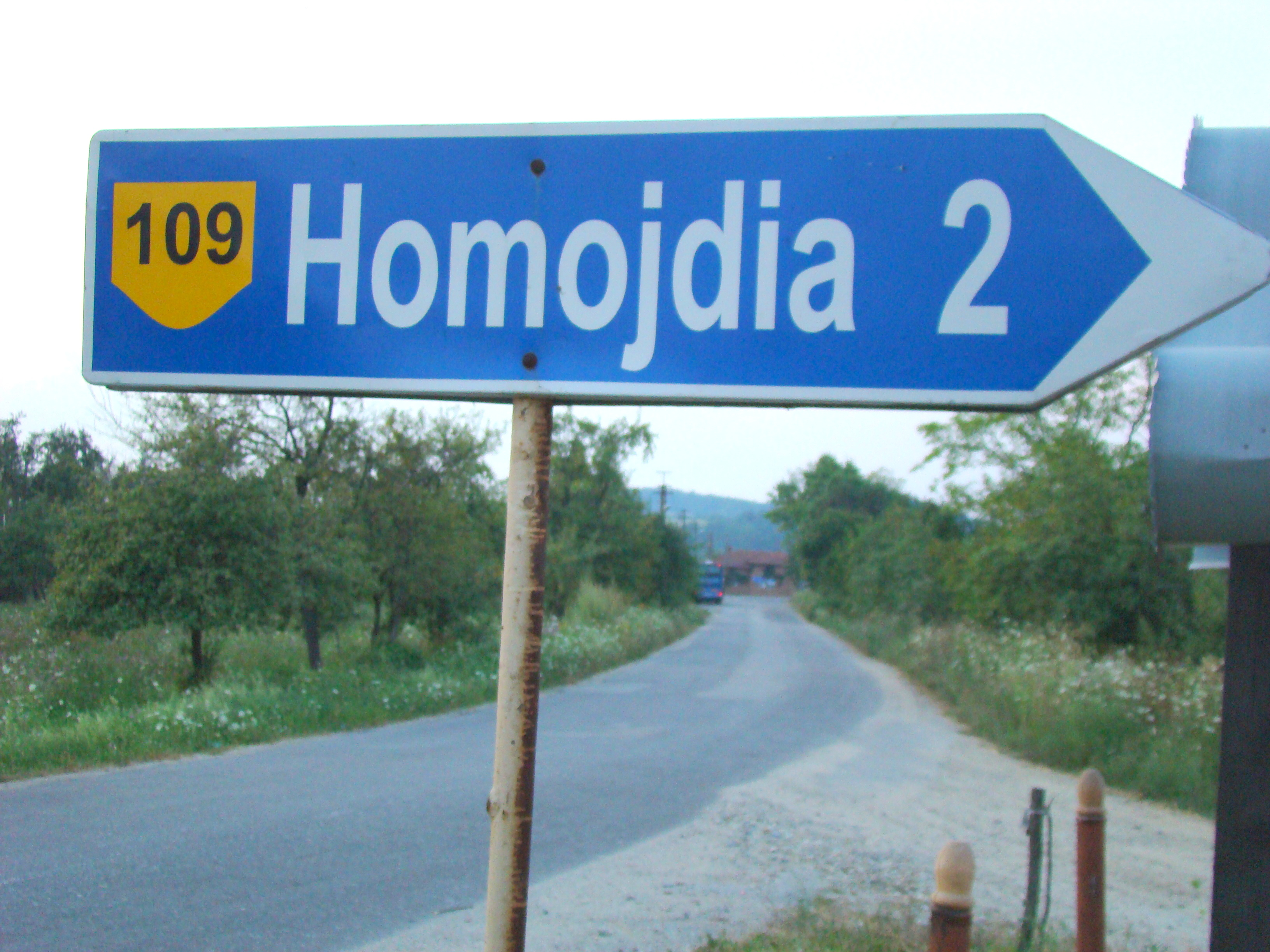
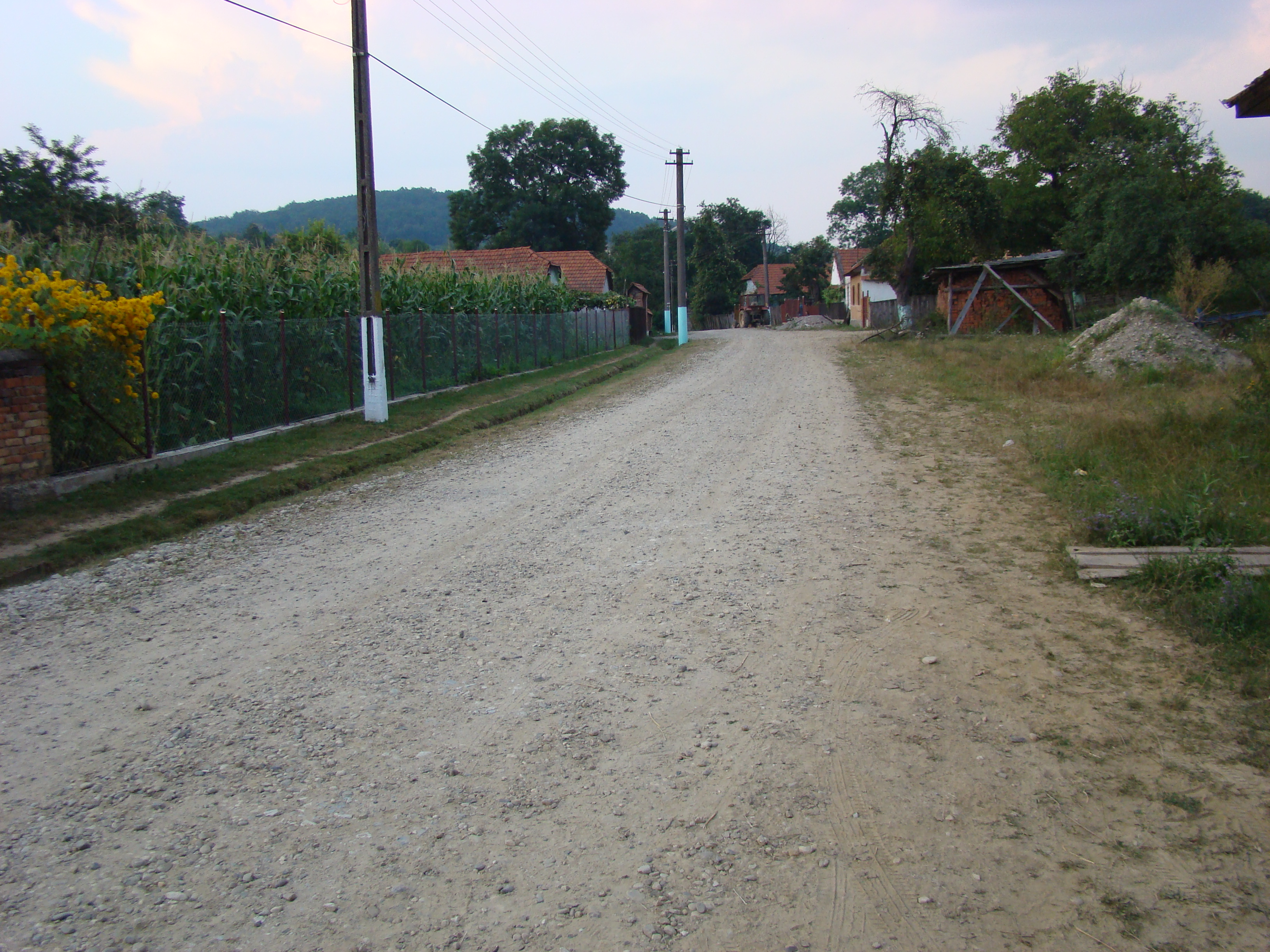
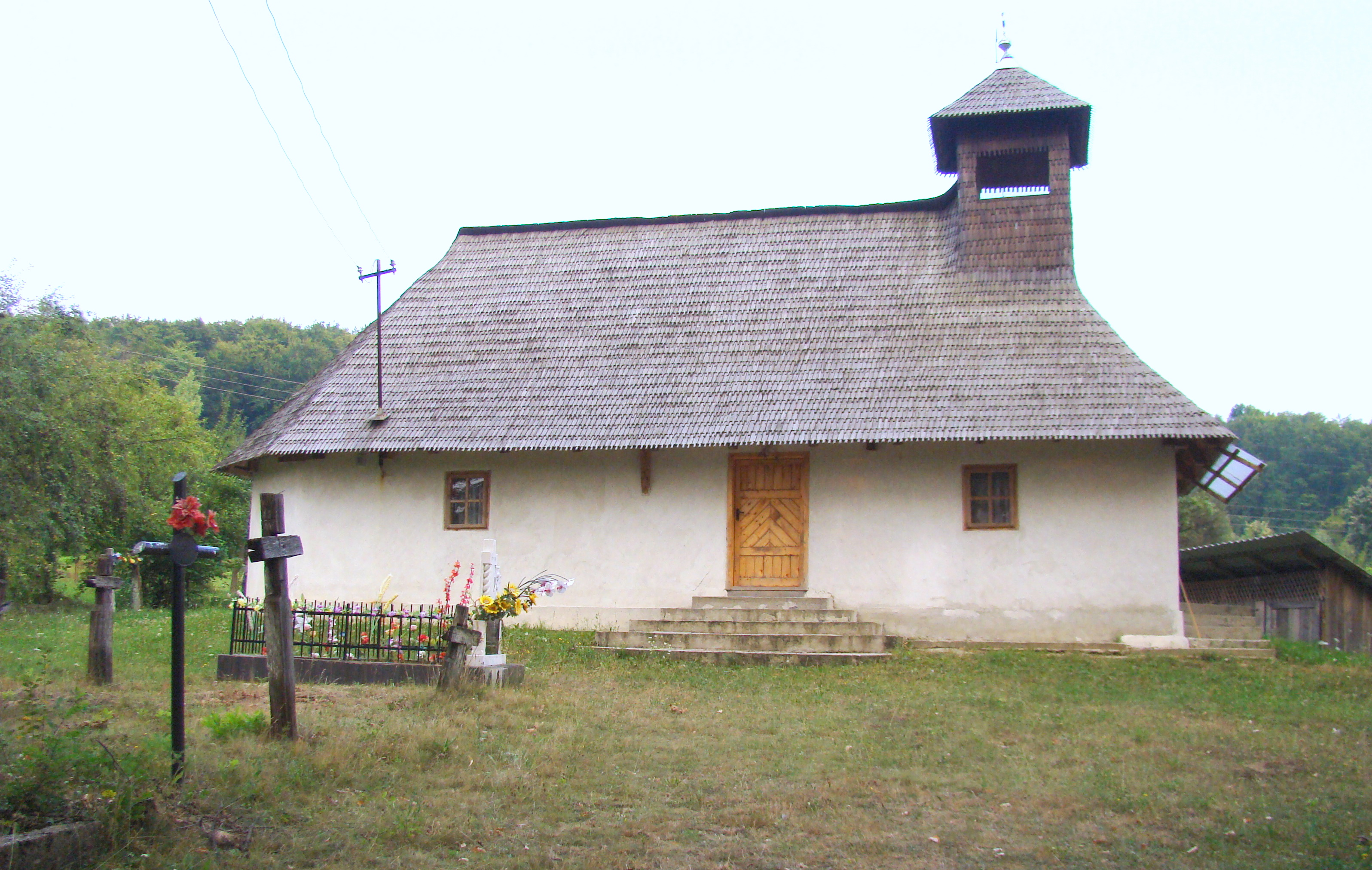
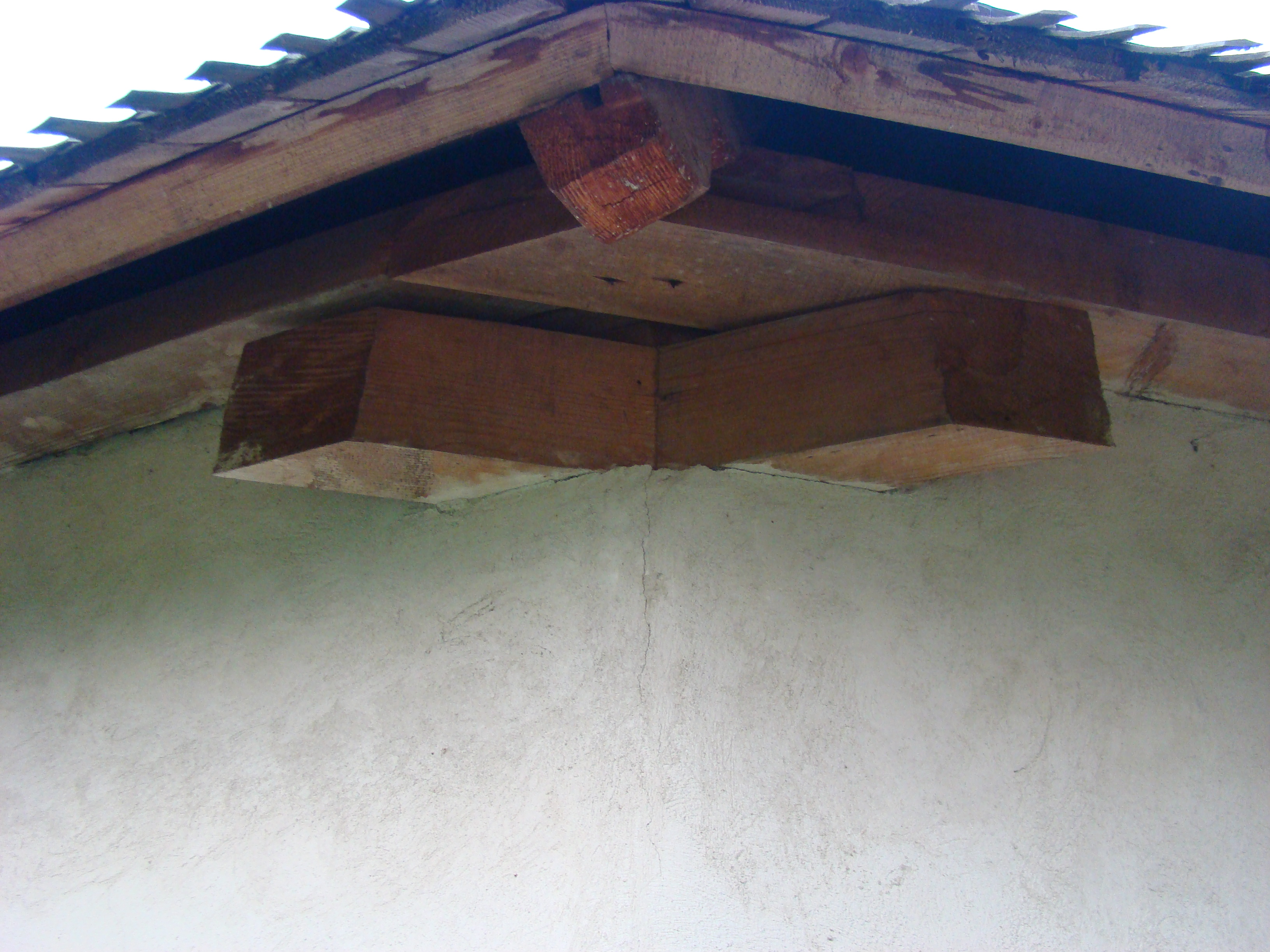
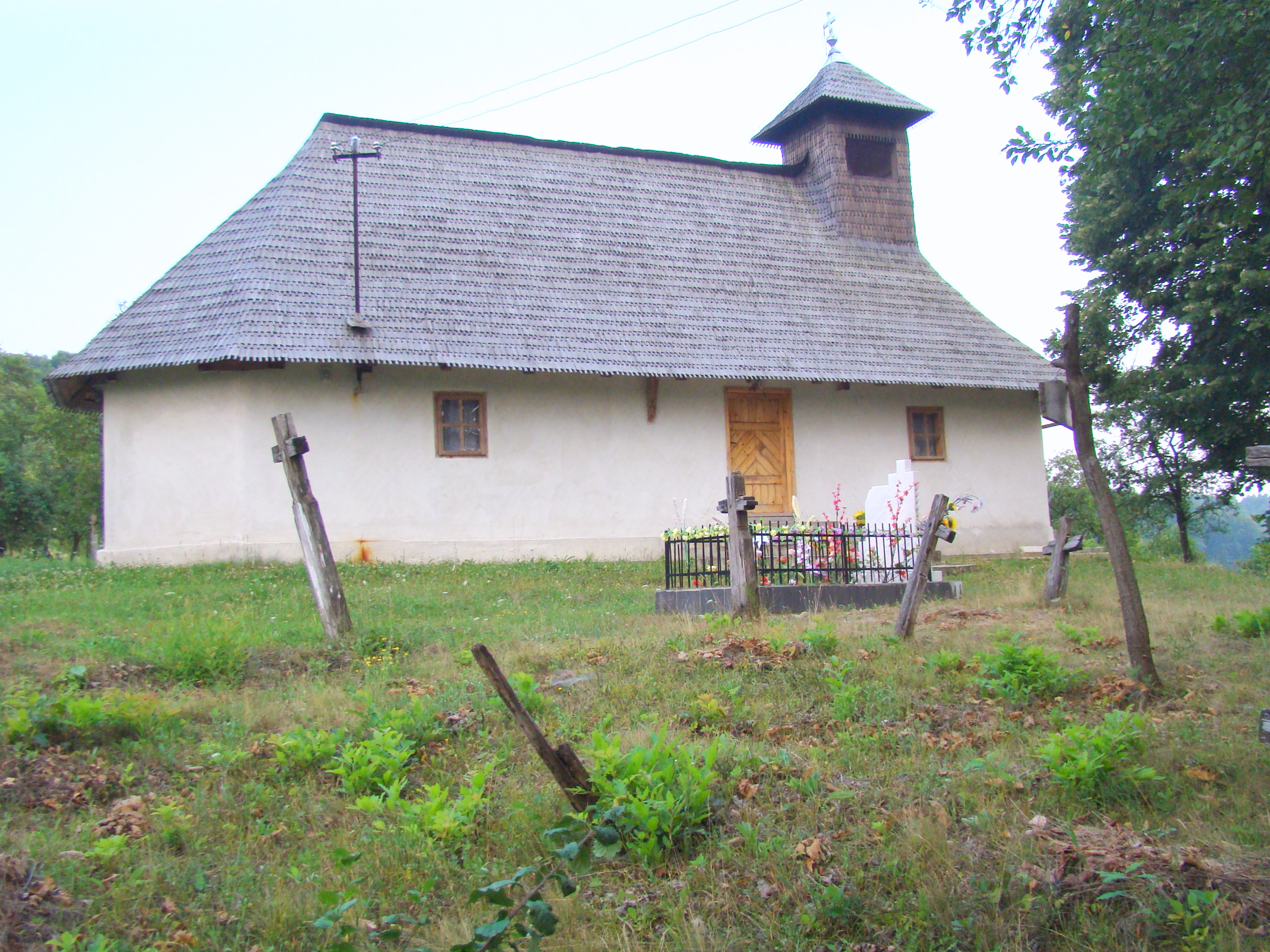
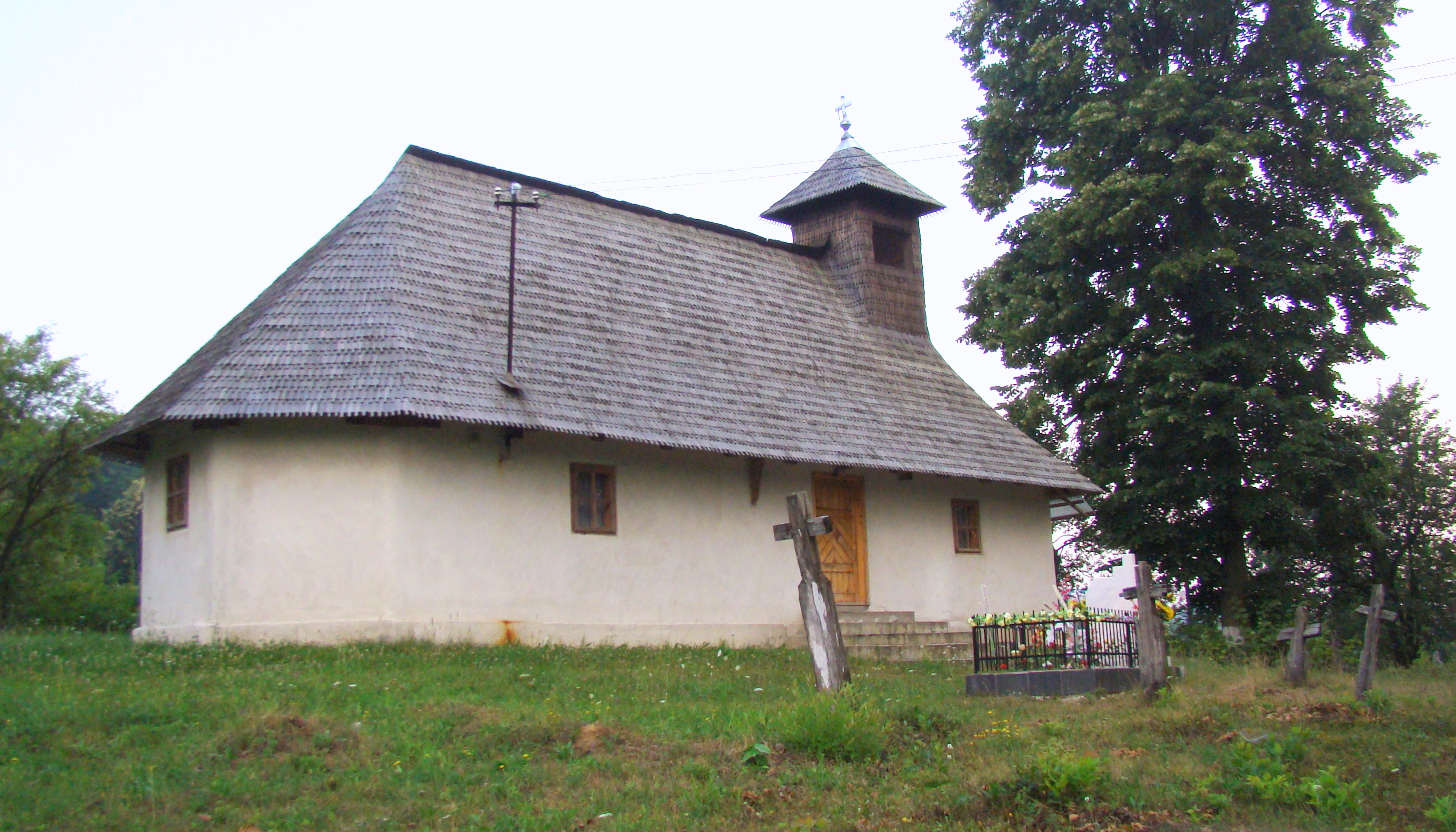
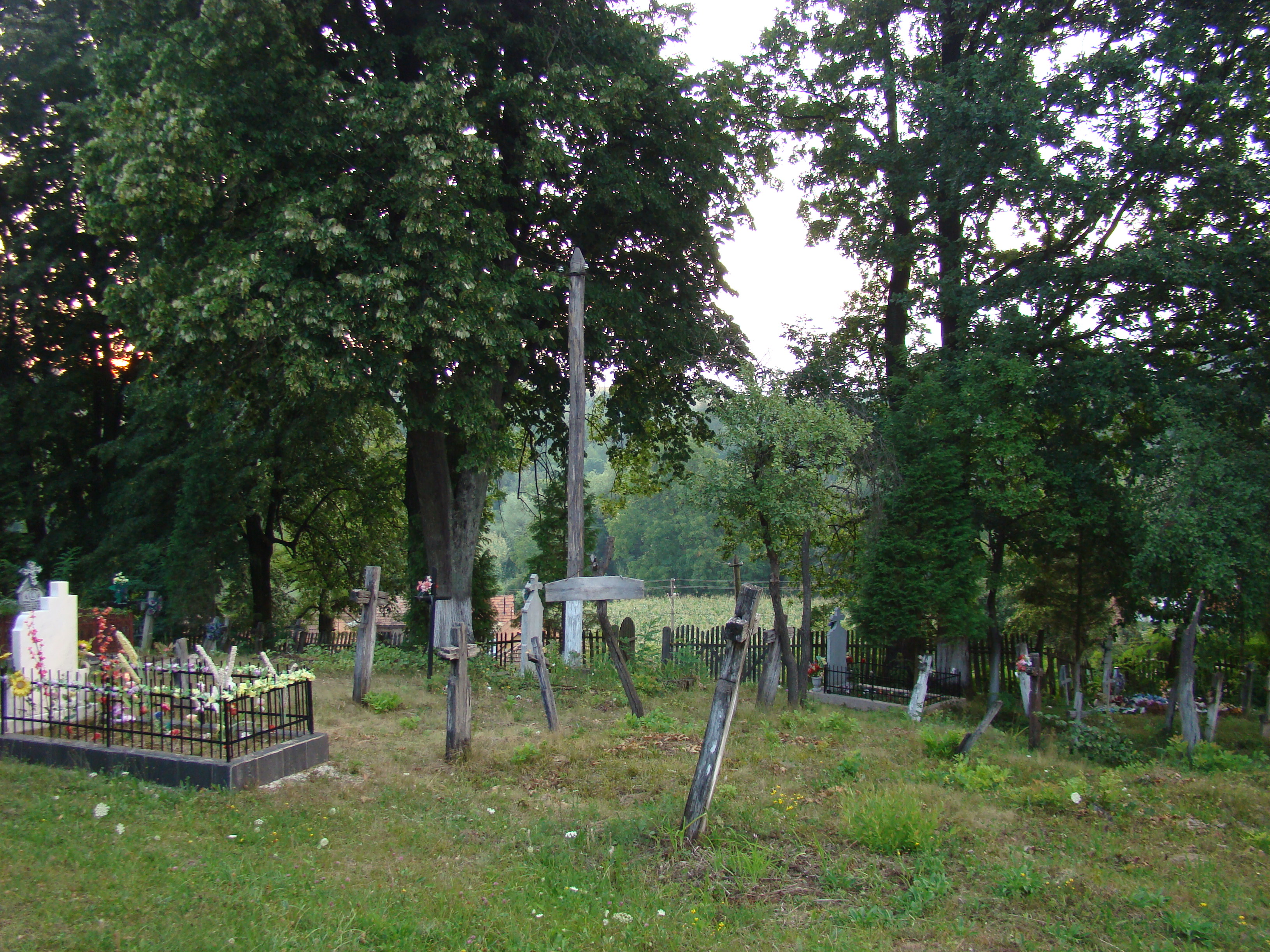
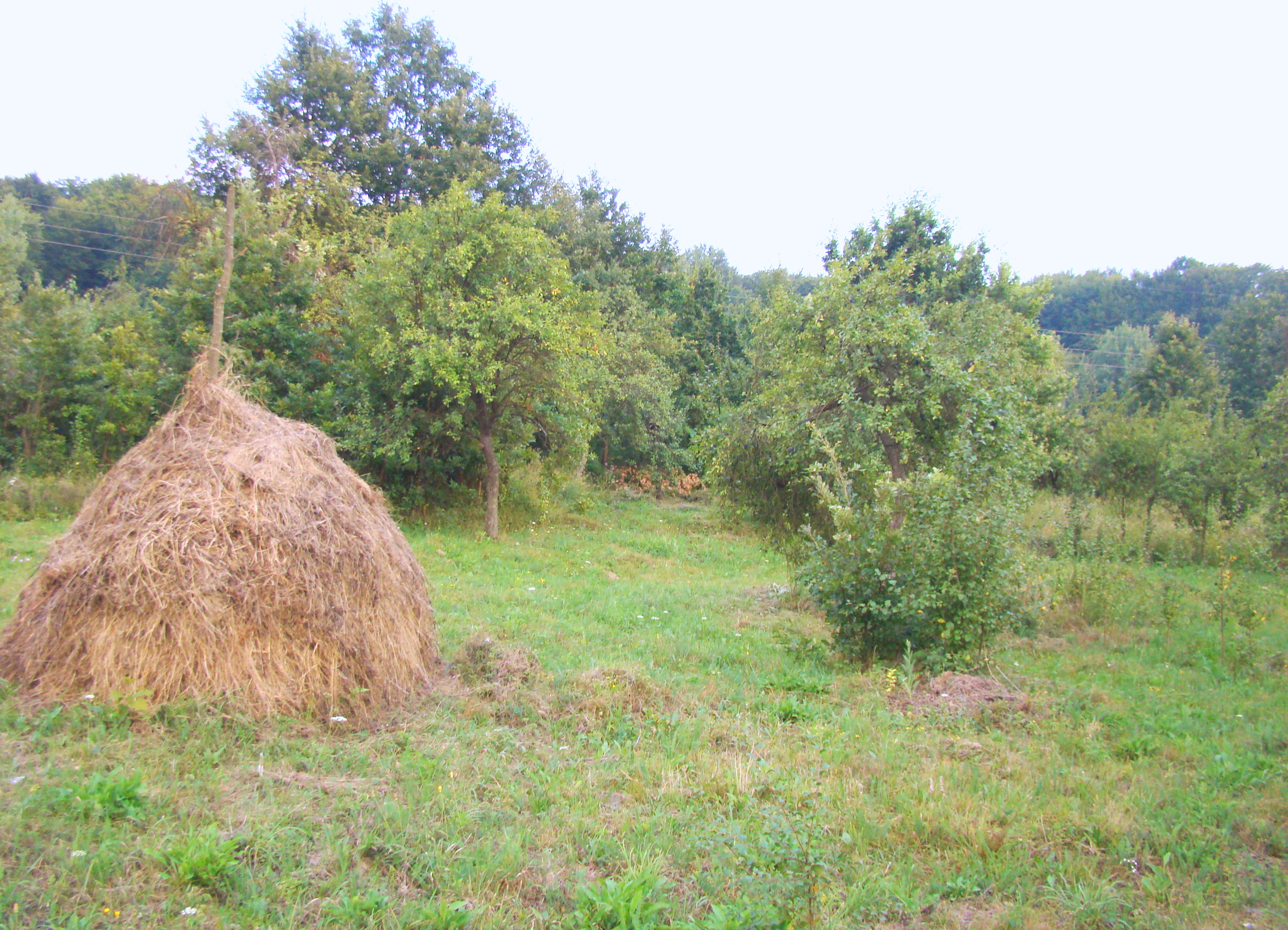
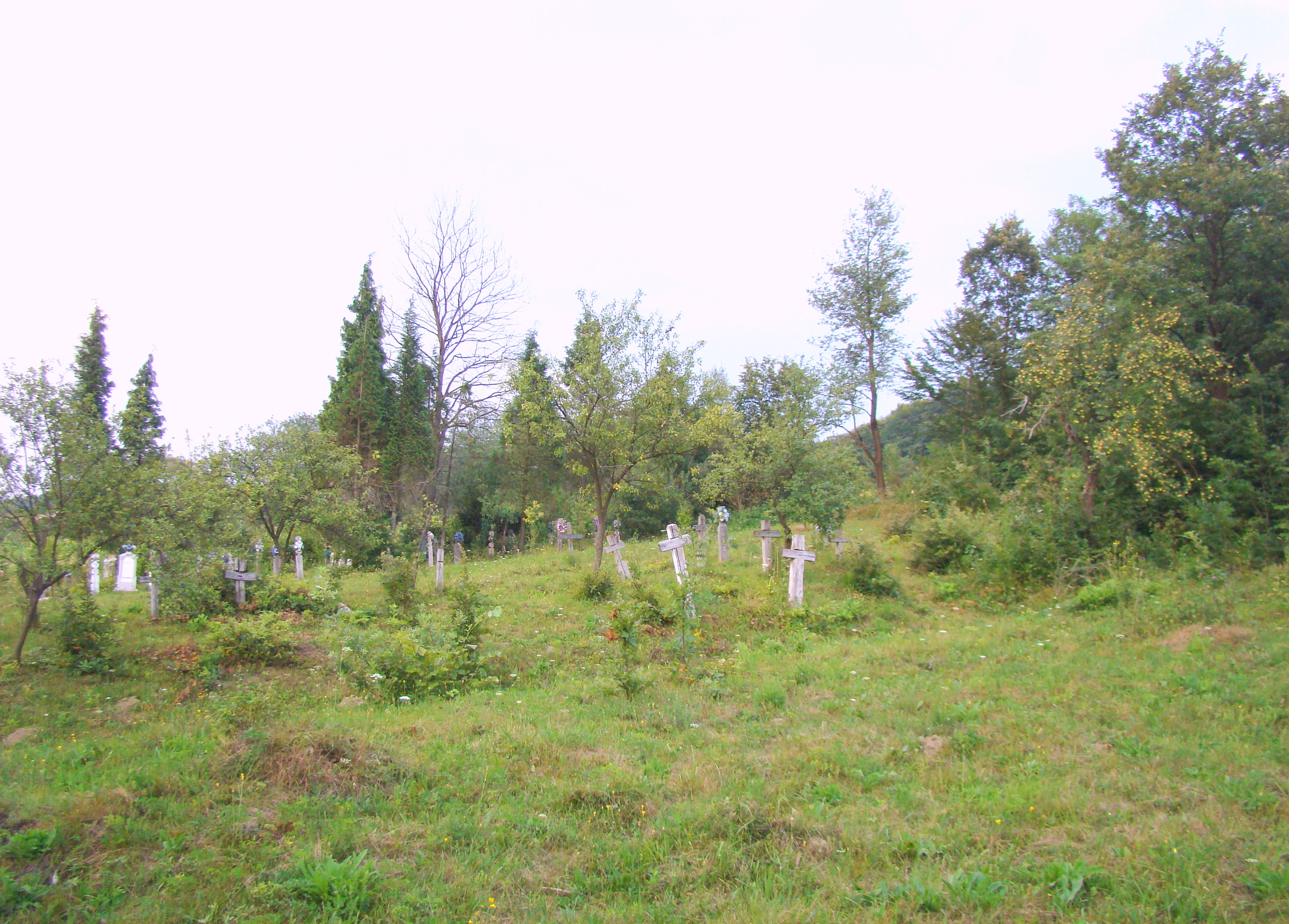
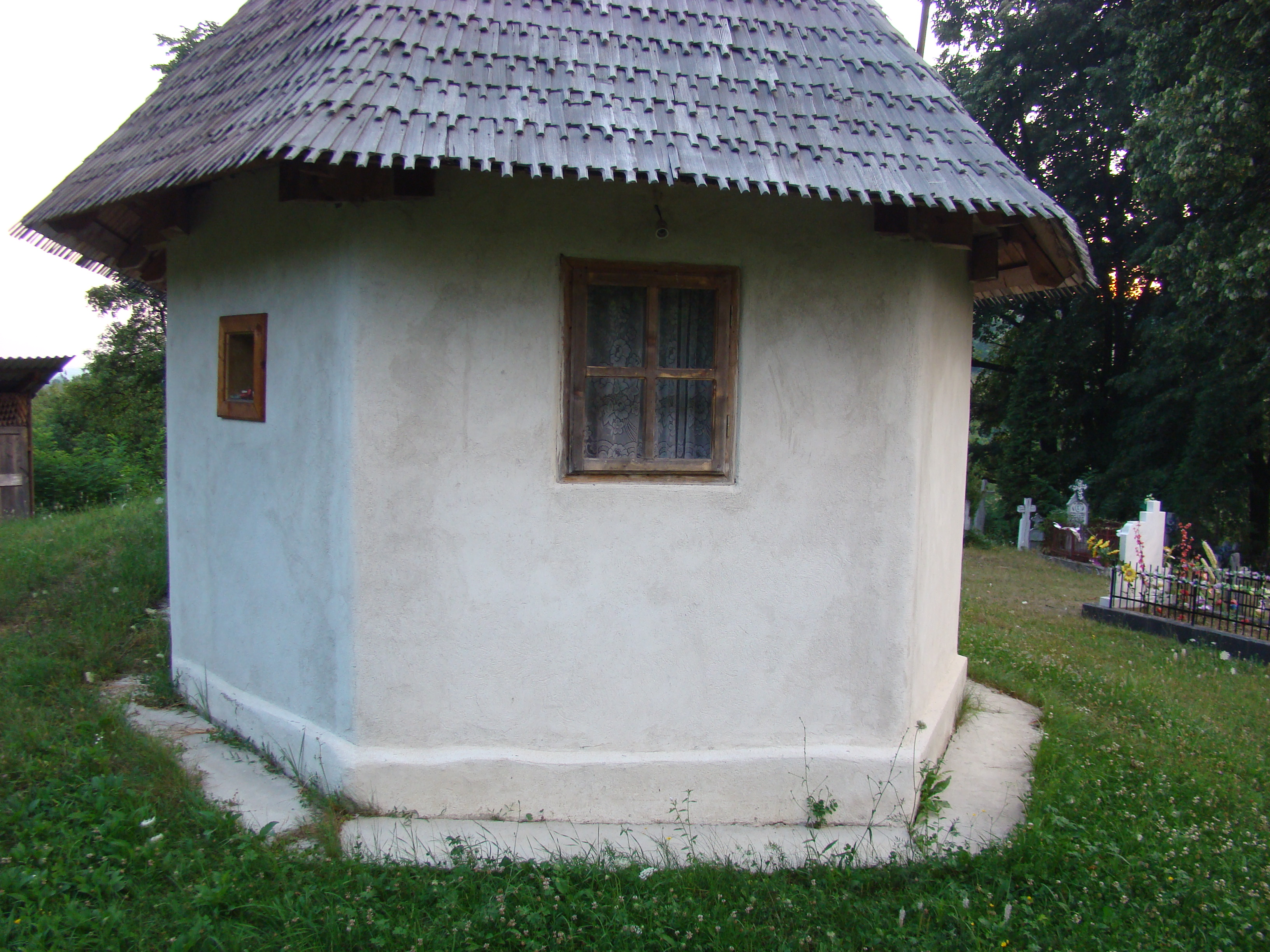
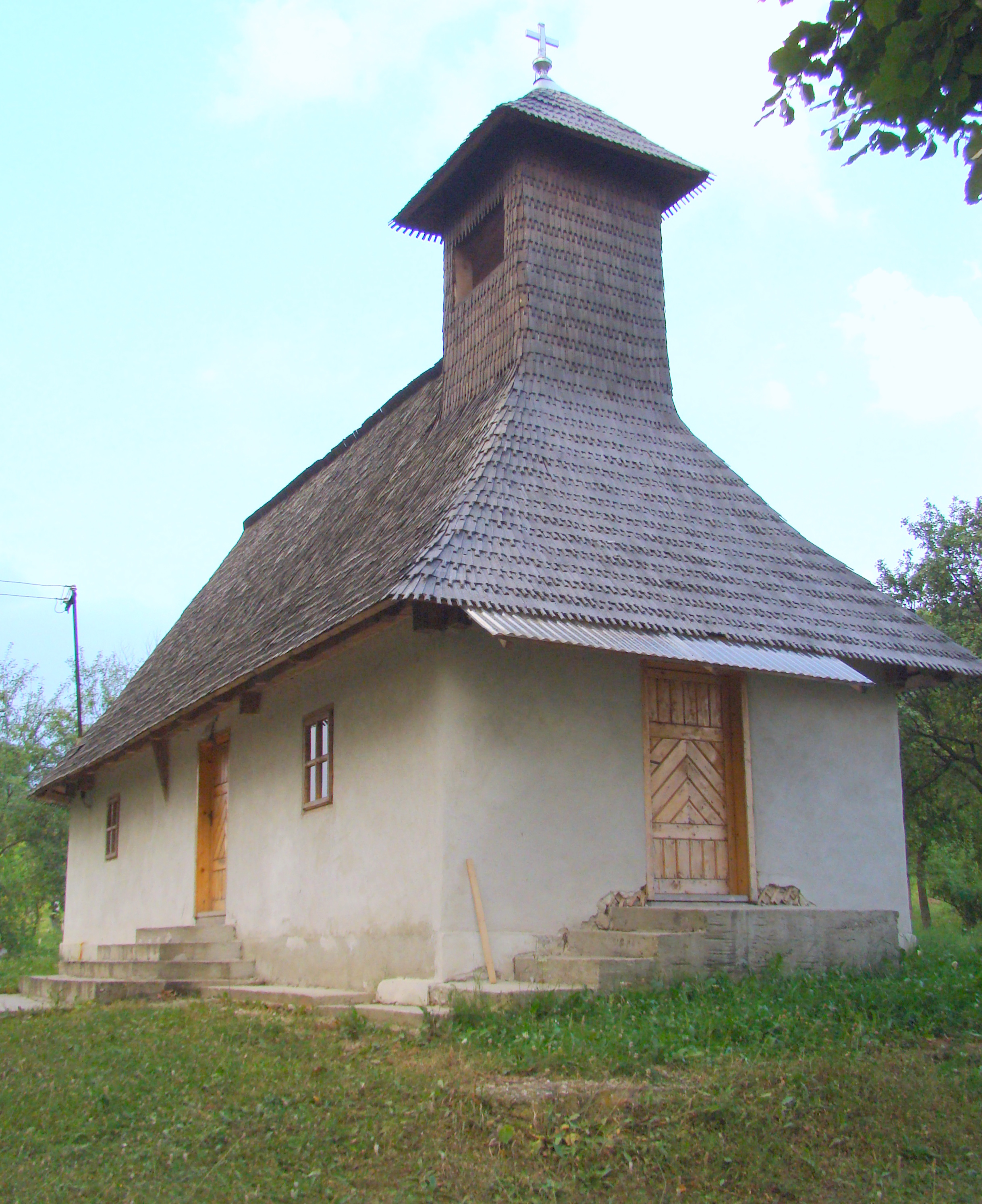
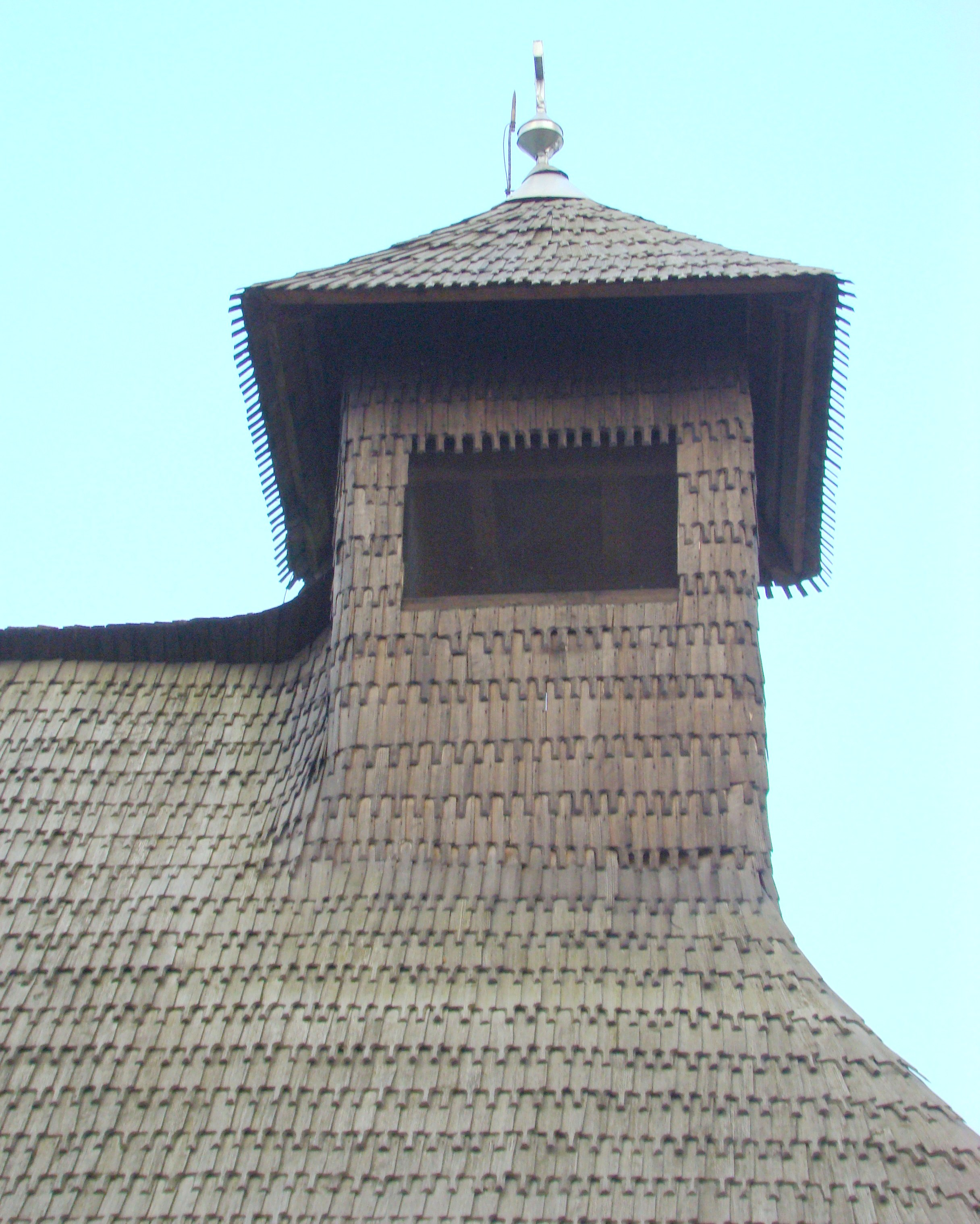
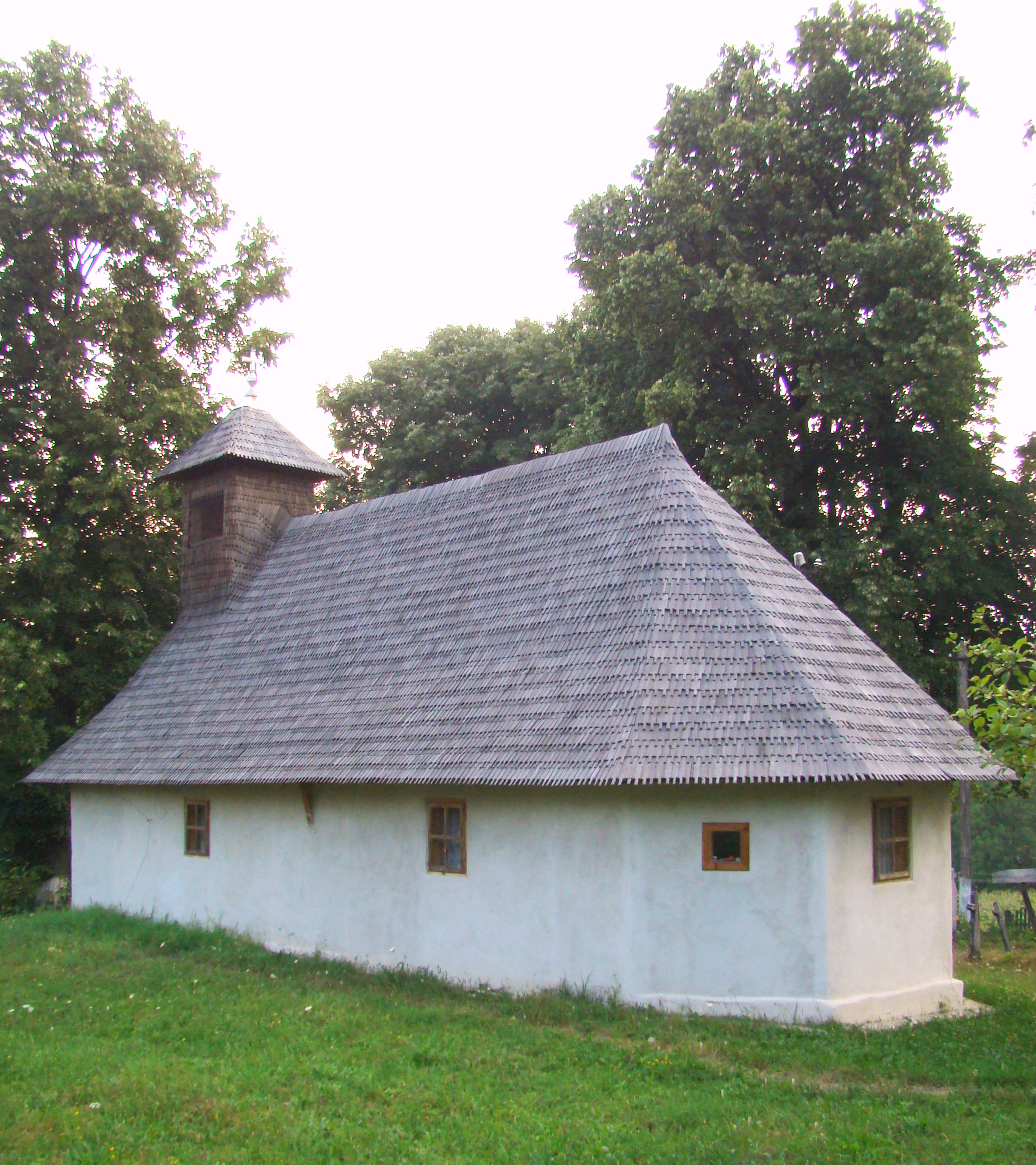
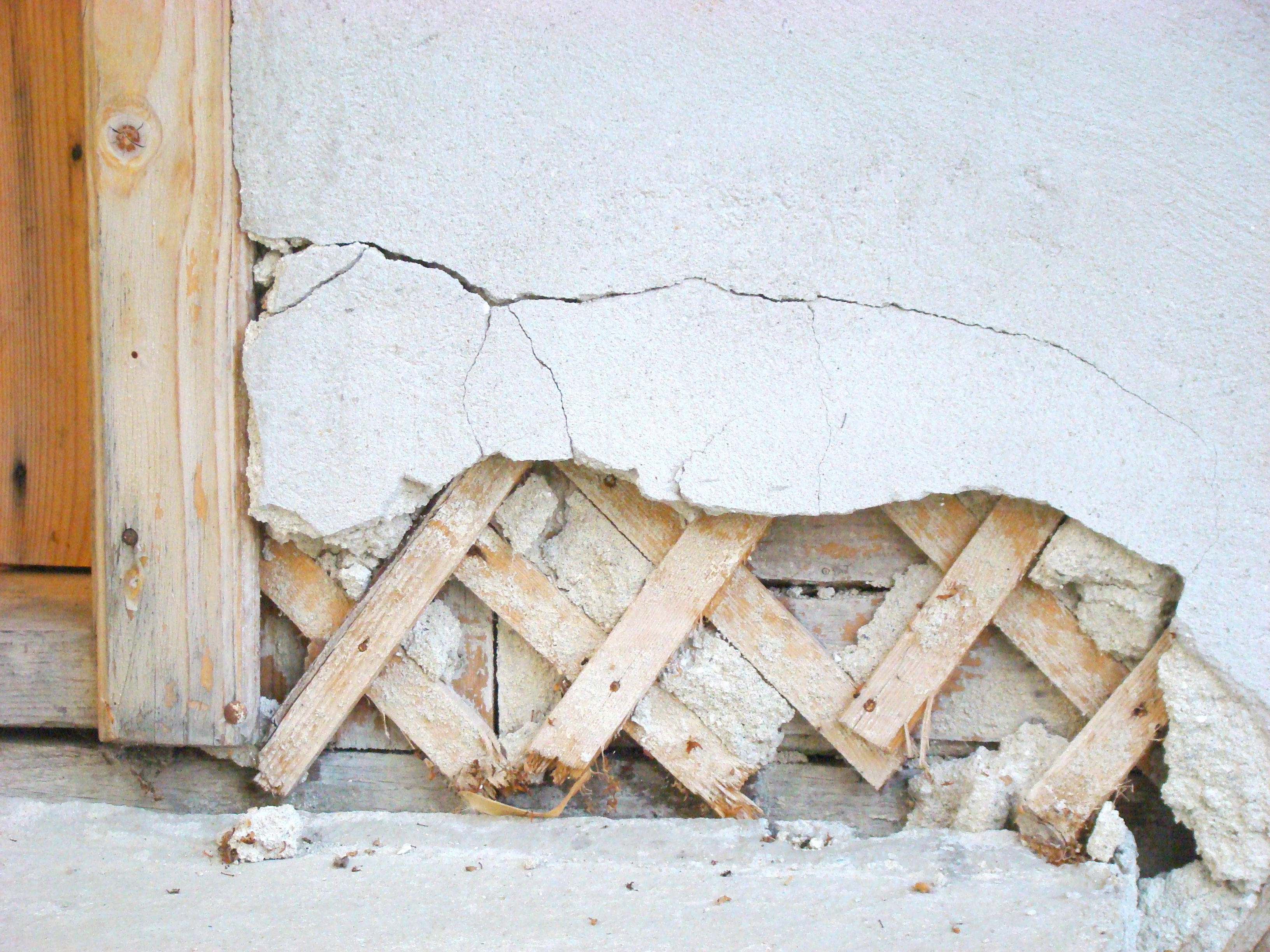